# Aero Spacelines Pregnant Guppy
El Aero Spacelines Pregnant Guppy era una gran aeronave de carga y de cuerpo ancho construida en los Estados Unidos y utilizada para transportar artículos de carga de gran tamaño, sobre todo los componentes de NASA del Programa Apolo. El Pregnant Guppy fue el primero de la línea de aeronaves Guppy producida por Aero Spacelines. El diseño inspiró diseños similares como el Airbus Beluga, y el Boeing Dreamlifter.

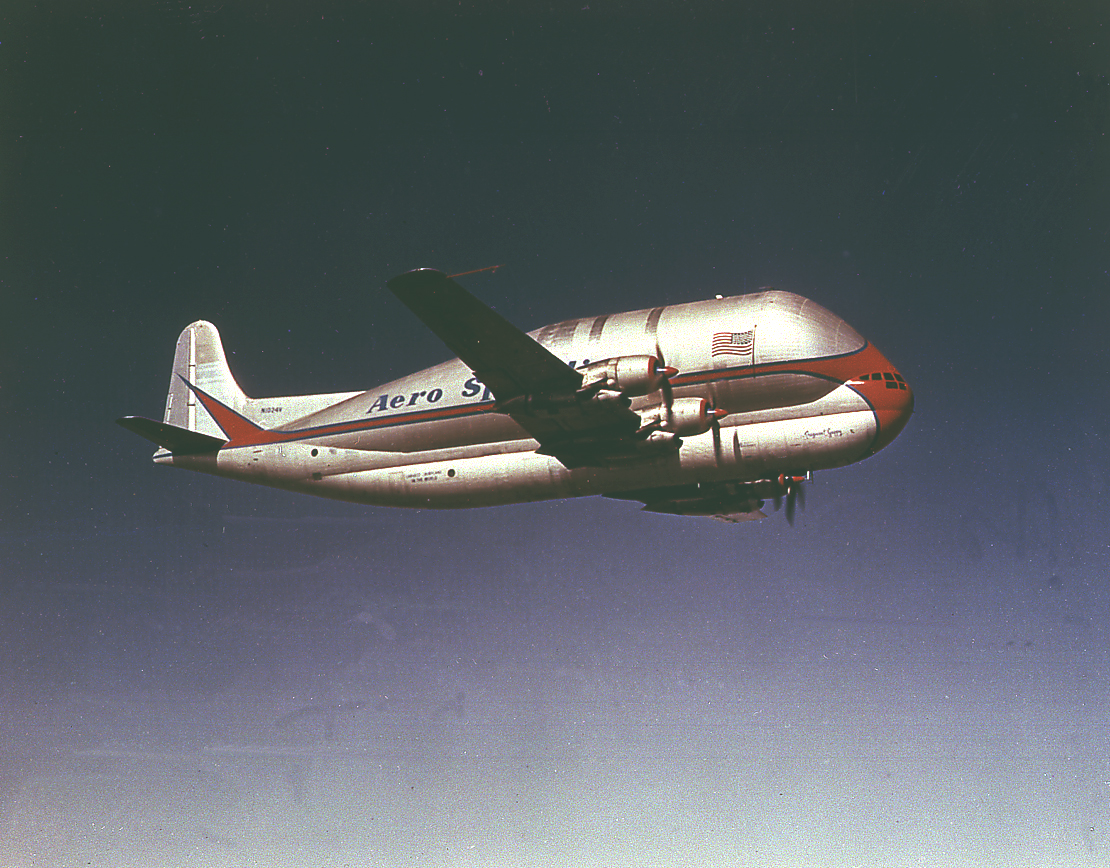
Pregnant Guppy en vuelo.

## Desarrollo
En 1960, las aerolíneas estadounidenses dejaban de utilizar sus obsoletos Boeing 377 Stratocruiser en favor de los nuevos jets. La NASA estaba buscando un método para transportar los cada vez más grandes componentes de su programa espacial desde las fábricas en la costa Oeste hasta los sitios de prueba y lanzamiento en la costa Este, remplazando al transporte marítimo que era lento y caro.

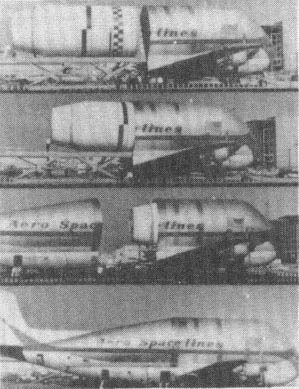
Pregnant Guppy descargandose.